# World Series 1979
Le World Series 1979 sono state la 76ª edizione della serie di finale della Major League Baseball al meglio delle sette partite tra i campioni della National League (NL) 1979, i Pittsburgh Pirates, e quelli della American League (AL), i Baltimore Orioles. A vincere il loro quinto titolo furono i Pirates per quattro gare a tre.
I Pirates divennero la quarta squadra nella storia delle World Series a rimontare uno svantaggio di tre gare a una e a vincere alla settima partita. Willie Stargell fu premiato come MVP dopo avere tenuto una media battuta di .400, con un record di sette battute da extra base e pareggiando il primato di Reggie Jackson di 25 basi totali, stabilito nel 1977. Con gli Steelers che avevano già conquistato il Super Bowl XIII, Pittsburgh divenne la seconda città a vincere il Super Bowl e le World Series nello stesso anno, con i New York Jets e i New York Mets che vi erano riusciti nel 1969.

## Sommario
Pittsburgh ha vinto la serie, 4-3.
| Gara | Data       | Punteggio                                     | Stadio               | Tempo | Pubblico |
| ---- | ---------- | --------------------------------------------- | -------------------- | ----- | -------- |
| 1    | 10 ottobre | Pittsburgh Pirates – 4, Baltimore Orioles – 5 | Memorial Stadium     | 3:18  | 53.735   |
| 2    | 11 ottobre | Pittsburgh Pirates – 3, Baltimore Orioles – 2 | Memorial Stadium     | 3:13  | 53.739   |
| 3    | 12 ottobre | Baltimore Orioles – 8, Pittsburgh Pirates – 4 | Three Rivers Stadium | 2:51  | 50.848   |
| 4    | 13 ottobre | Baltimore Orioles – 9, Pittsburgh Pirates – 6 | Three Rivers Stadium | 3:48  | 50.883   |
| 5    | 14 ottobre | Baltimore Orioles – 1, Pittsburgh Pirates – 7 | Three Rivers Stadium | 2:54  | 50.920   |
| 6    | 16 ottobre | Pittsburgh Pirates – 4, Baltimore Orioles – 0 | Memorial Stadium     | 2:30  | 53.739   |
| 7    | 17 ottobre | Pittsburgh Pirates – 4, Baltimore Orioles – 1 | Memorial Stadium     | 2:54  | 53.733   |

## Hall of Famer coinvolti
- Pirates: Bert Blyleven, Willie Stargell
- Orioles: Eddie Murray, Jim Palmer, Frank Robinson (ass. all.), Earl Weaver (man.)